# Audi A4 B5
| Sterne im Euro-NCAP-Crashtest (1997) |

Die erste Baureihe B5 (Typ 8D bzw. 8D2 für die Limousine oder 8D5 für den Avant) des Audi A4 wurde im Herbst 1994 als Nachfolger des Audi 80 präsentiert. Das Mittelklassefahrzeug entwickelte sich mit fast 1,7 Millionen produzierten Fahrzeugen zu einem der absatzstärksten Modelle der Marke Audi.

## Modellgeschichte

### Allgemeines
Der erste Audi A4 basierte auf der damals neuen B5-Plattform (PL45). Diese wurde später ebenfalls Grundlage für den VW Passat B5 (Typ 3B), Audi A6 C5 sowie Škoda Superb I. Passat und insbesondere Superb boten aufgrund eines anderen Aufbaus deutlich mehr Platz im Fond als der Audi A4. Die Motoren, Getriebe und Antrieb des Passat sowie Superb entsprachen jedoch dem A4 B5. Der Motor des Passat und Superb ist ebenfalls längs – wie der des A4 – eingebaut. Das Audi-Allradsystem quattro wurde im Passat übernommen.
Stilistisch stellte der A4 B5 eine Weiterentwicklung des Audi 80 dar, wobei die allgemeine dreivolumige Karosserieform beibehalten wurde, die als äußerst ausgewogen galt. Die Proportionen blieben weitgehend gleich, aber zahlreiche Details wurden überarbeitet: Die Frontpartie war runder und aerodynamischer (cW-Wert von 0,29), mit schmaleren, moderner gestalteten Scheinwerfern und einem umfassenderen Stoßfänger. Die Seitenansicht zeigte bombierte Flanken entlang der Gürtellinie und ähnlich geformte Seitenfenster, die eine Kontinuität zur B4 suggerierten. Das Heck war jedoch neu gestaltet, mit einer abrupteren, fast abgehackten Heckpartie im Gegensatz zur runderen Form des Audi 80, sowie kleineren, vertikal weniger ausgedehnten Rückleuchten.
Neben deutlich runderen Proportionen, einer zum Heckbereich ansteigenden Seitenlinie und fließenden Übergängen zwischen den verschiedenen Karosserieflächen entfernte sich die äußerlich vollständig neu entwickelte Audi-Mittelklasse vom Design des Audi 80 aus den 1980er Jahren. Das zeigte sich vor allem am Heck, bei den Außenspiegeln in neuer Gestalt und der neu gestalteten Frontpartie. In den Außen- und Innenmaßen unterschied sich der A4 kaum vom Audi 80. Das neue Modell wurde lediglich etwas breiter, was der Fahrstabilität zugutekommt. Der Innenraum erhielt ein neues Design mit einem klassischen Layout, bestehend aus einem Armaturenbrett mit drei runden Instrumenten und einer Mittelkonsole mit Hi-Fi-Anlage und Klimasteuerung. Die verwendeten Materialien muten wertiger an als beim Audi 80. Nur wenige Bedienelemente des A4 ähneln denen des Audi 80. Der Kofferraum bot 440 Liter, die bei umgeklapptem, asymmetrisch teilbarem Rücksitz auf 720 Liter erweitert werden konnten. Der A4 hat geringere Karosseriespaltmaße als der Audi 80; Audi realisierte diese Spaltmaße (auf Betreiben von Ferdinand Piëch) erstmals 1990 im Audi 100 C4.

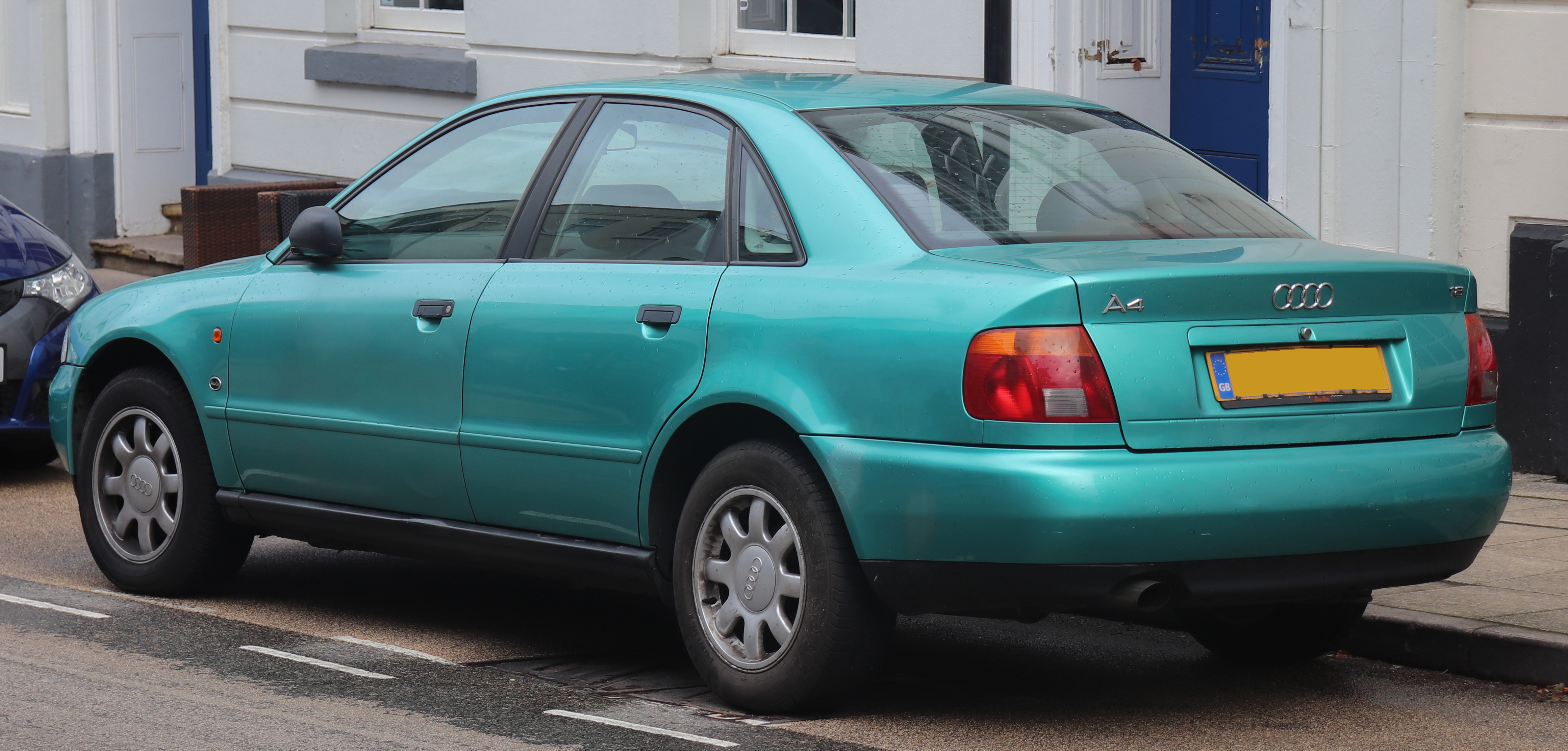
Heckansicht
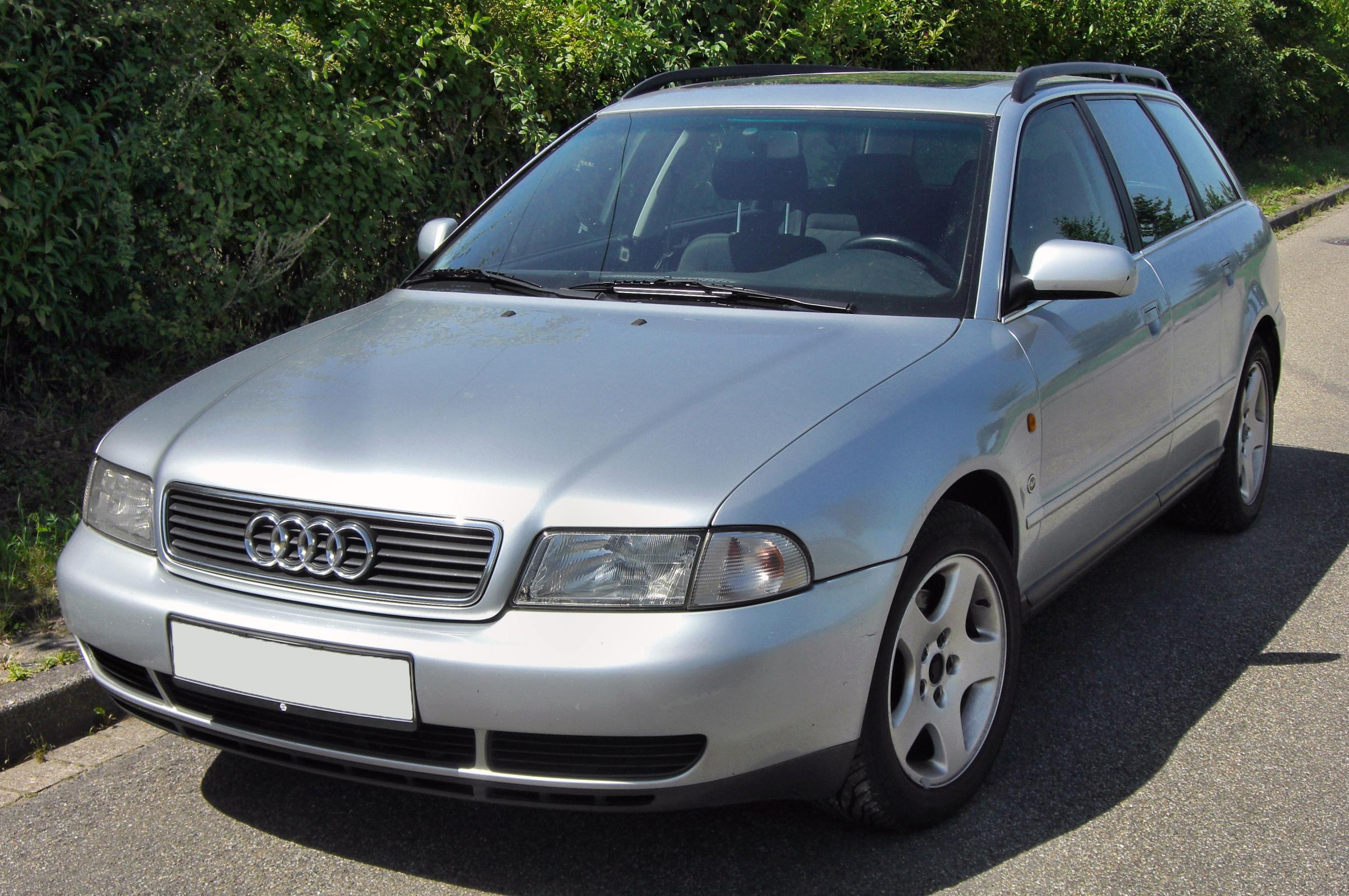
Audi A4 Avant (1996–1999)
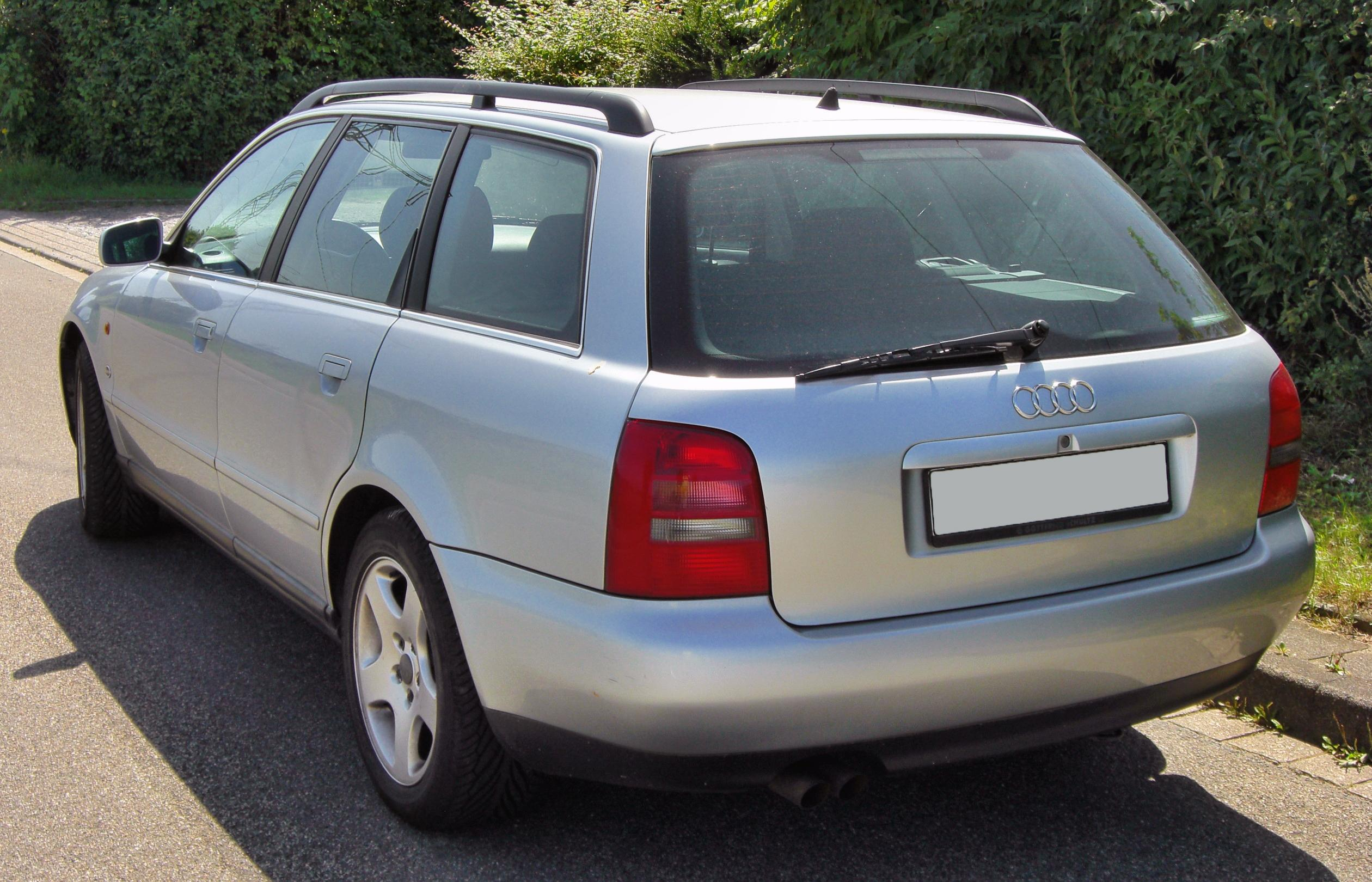
Heckansicht
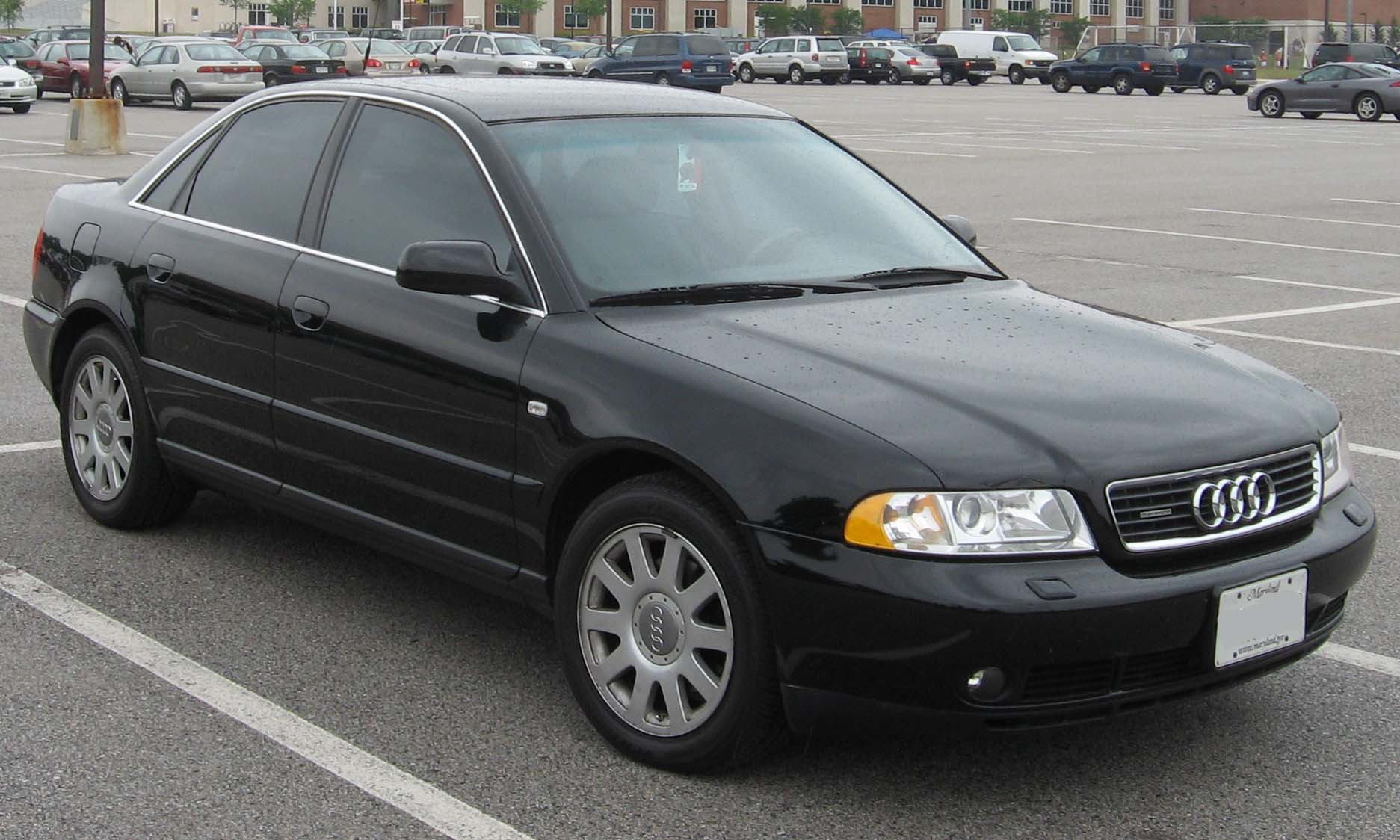
Audi A4 in US-Spezifikation

### Technik
Eine bedeutende technische Neuheit im A4 war die Vierlenker-Vorderachse, die seitdem bei allen Audi-PKW mit längs eingebautem Motor Standard ist. Diese soll das Lenkverhalten verbessern und Auswirkungen von Fahrbahnunebenheiten auf die Lenkung minimieren. Die überarbeitete Verbundlenker-Hinterachse für frontgetriebene Modelle wurde neu abgestimmt und leichter. Fahrzeuge mit Allradantrieb (quattro) erhielten die aus dem Audi 80 bekannte Hinterachse mit Doppelquerlenkern.
Die Plattform war neu und wurde später auch im VW Passat B5 und im Škoda Superb I verbaut. Die Vorderachse mit virtuellem Lenkmittelpunkt war eine Weiterentwicklung der Lösung aus dem Audi A8 D2 und bestand aus einer Gussachse mit Aluminiumhebeln, montiert auf einem Hilfsrahmen. Frontantriebsmodelle hatten als Hinterachse eine Torsionskurbelachse und Allradmodelle eine Vierlenker-Hinterachse. Alle Achsen hatten Schraubenfedern, zweirohrigen Gasstoßdämpfern und Stabilisatoren. Alle Räder hatten Scheibenbremsen.
Die Servolenkung hatte einen Zahnstangenantrieb.

### Motoren
Die Palette der angebotenen Motoren bestand aus drei neuen Vierzylinder-Ottomotoren und zwei V6-Ottomotoren, bekannt aus dem Audi 100. Die Reihenvierzylinder hatten nun alle die – je nach Motorisierung entweder Simos oder Motronic genannte – Motorsteuerung von Bosch und einen Querstromzylinderkopf. Eine Besonderheit war der bei beiden 1,8-l-Motoren eingesetzte Fünfventil-Zylinderkopf: Mit zwei Auslass- und drei Einlassventilen sollte eine verbesserte Leistungskurve bei gleichzeitig reduziertem Kraftstoffverbrauch erreicht werden. Eine weitere Besonderheit war, dass sie einen Zahnriemen hatten, der die Auslassnockenwelle antreibt, während hinten eine Steuerkette, über die zudem die Nockenwelle verstellt wird, die Einlassnockenwelle mit antreibt. Die „5-Ventil-Motoren“ gab es als Saugmotor und als „1.8 T“ mit Turbolader. Ab Modelljahr 1996 hatte auch der 2,8-l-V6 (128 kW / 174 PS) die Fünfventiltechnik der Vierzylinder und leistete 142 kW (193 PS). 
Der aus dem Audi 80 bekannte 2,6-l-V6-Motor (110 kW / 150 PS) wurde 1997 durch die 2,4-l-Variante mit 121 kW (165 PS) abgelöst, ebenfalls mit Fünfventiltechnik. Alle V6-Motoren, auch die TDI-Aggregate, haben einen Winkel von 90° zwischen den Zylinderbänken, was auf die bauliche Verwandtschaft zu den V8-Motoren aus dem Audi V8 hinweist, aus denen sie entstanden sind. Allerdings hatten sie (mit Ausnahme des 2,6-l-Motors und anders als diese ersten V8-Motoren) Schaltsaugrohre mit elektronischer Klappensteuerung. Die Dieselmotoren kamen Anfang 1995 hinzu, beginnend mit dem 1.9 TDI (55–81 kW) und später dem 2.5 TDI (110 kW).
Bei Markteinführung im November 1994 wurden ausschließlich Ottomotoren angeboten:
- 1.6: 1595 cm³, SOHC, 2 Ventile pro Zylinder, 101 PS
- 1.8: 1781 cm³, DOHC, 5 Ventile pro Zylinder, 125 PS
- 2.6: 2598 cm³, V6, SOHC, 2 Ventile pro Zylinder, 150 PS
- 2.8: 2771 cm³, V6, SOHC, 2 Ventile pro Zylinder, 174 PS

Alle hatten serienmäßig Frontantrieb und einem 5-Gang-Schaltgetriebe.
Allradantrieb (quattro) war für alle Motoren außer dem 1.6 verfügbar. Es gab optional ein 4-Gang-Automatikgetriebe für die Vierzylinder und ein 5-Gang-Automatikgetriebe für die V6-Motoren.

## Varianten und Produktion

### Karosserievarianten
Der Audi A4 wird als viertürige Limousine und als fünftüriger Kombi unter der Bezeichnung A4 Avant angeboten. Parallel dazu wurde die Cabrio-Variante des Audi 80 bis Sommer 2000 weitergebaut. Die Sportmodelle des Vorgängers, S2 und RS2, liefen noch bis Ende 1995 vom Band. Der A4 B5 Avant wurde später als die Limousine eingeführt und ersetzte ab Januar 1996 den Audi 80 Avant.

### Audi S4
Als sportlichere, leistungsgesteigerte Variante des B5 wurde ab September 1997 das Modell S4 mit 195 kW (265 PS) und ab Juni 2000 der Kombi RS4 Avant mit 280 kW (380 PS) angeboten. Beide Modelle schöpfen ihre Leistung aus einem 2,7-l-V6-Motor mit doppelter Turboaufladung (Biturbo).
Neben deutlich mehr Leistung hoben sich diese Varianten durch eine geänderte Optik von den Serienmodellen ab. So wurde zum Beispiel das Design der Stoßstangen geändert. Diese sind, wie auch der Seitenschweller, serienmäßig in Wagenfarbe lackiert. Der exklusive RS4 Avant, welcher erst zum Ende der Bauzeit des B5 produziert wurde, sticht hauptsächlich durch seine breitere Optik und matt-glänzende Aluminium-Spiegel hervor. Von ihm wurden bis September 2001 nur 6030 Exemplare gebaut.

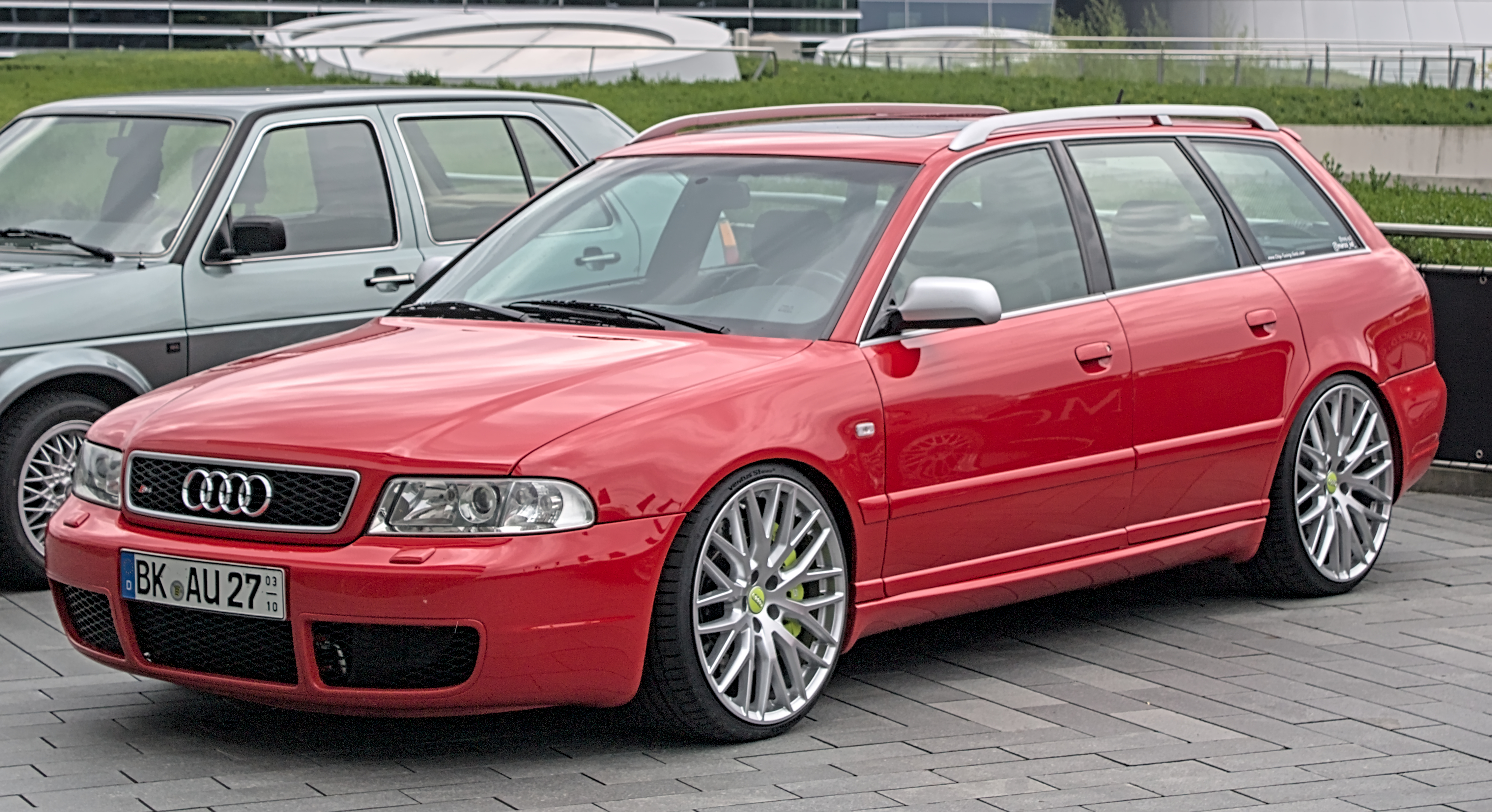
Audi S4 Avant
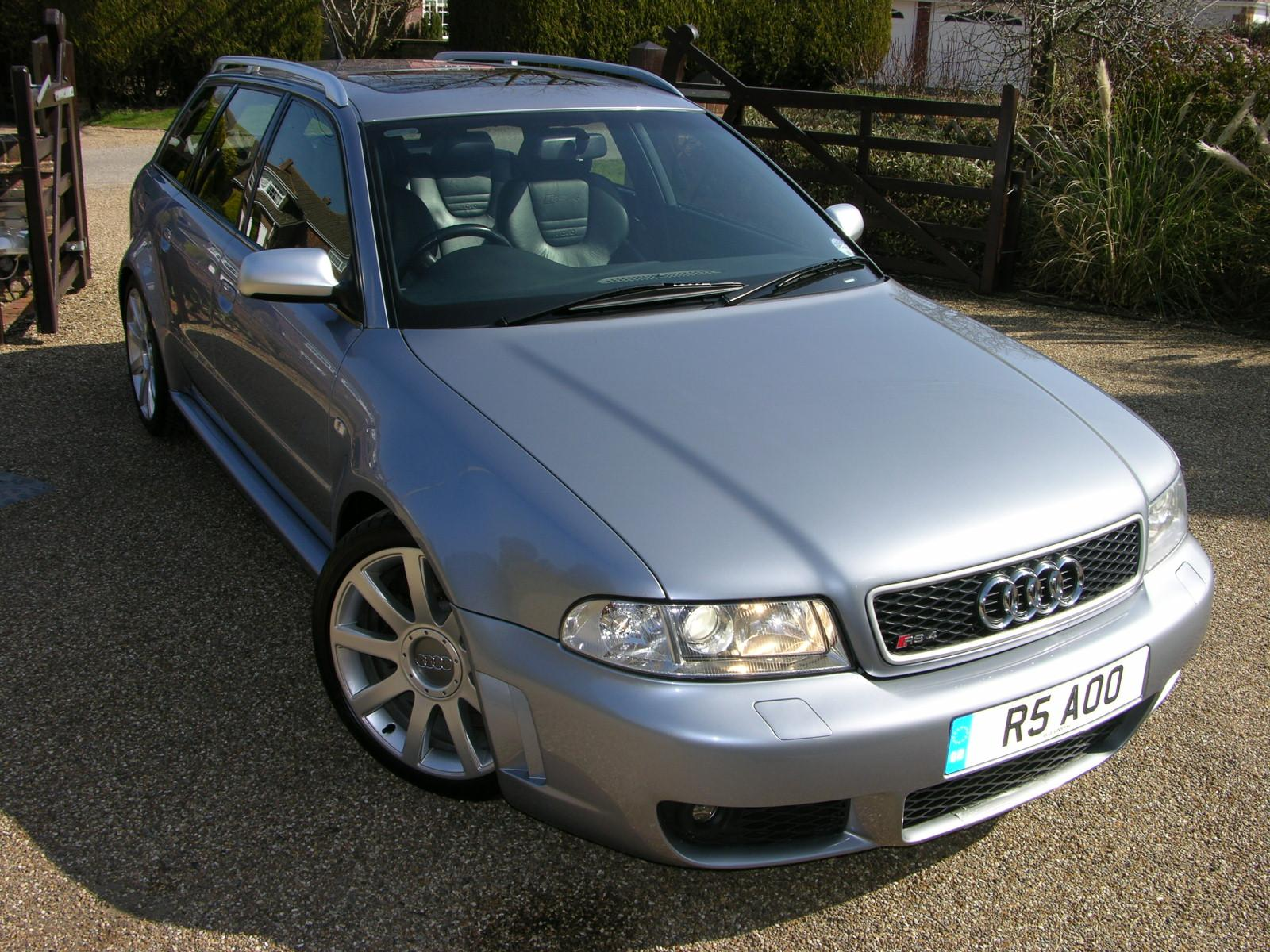
Audi RS4 Avant
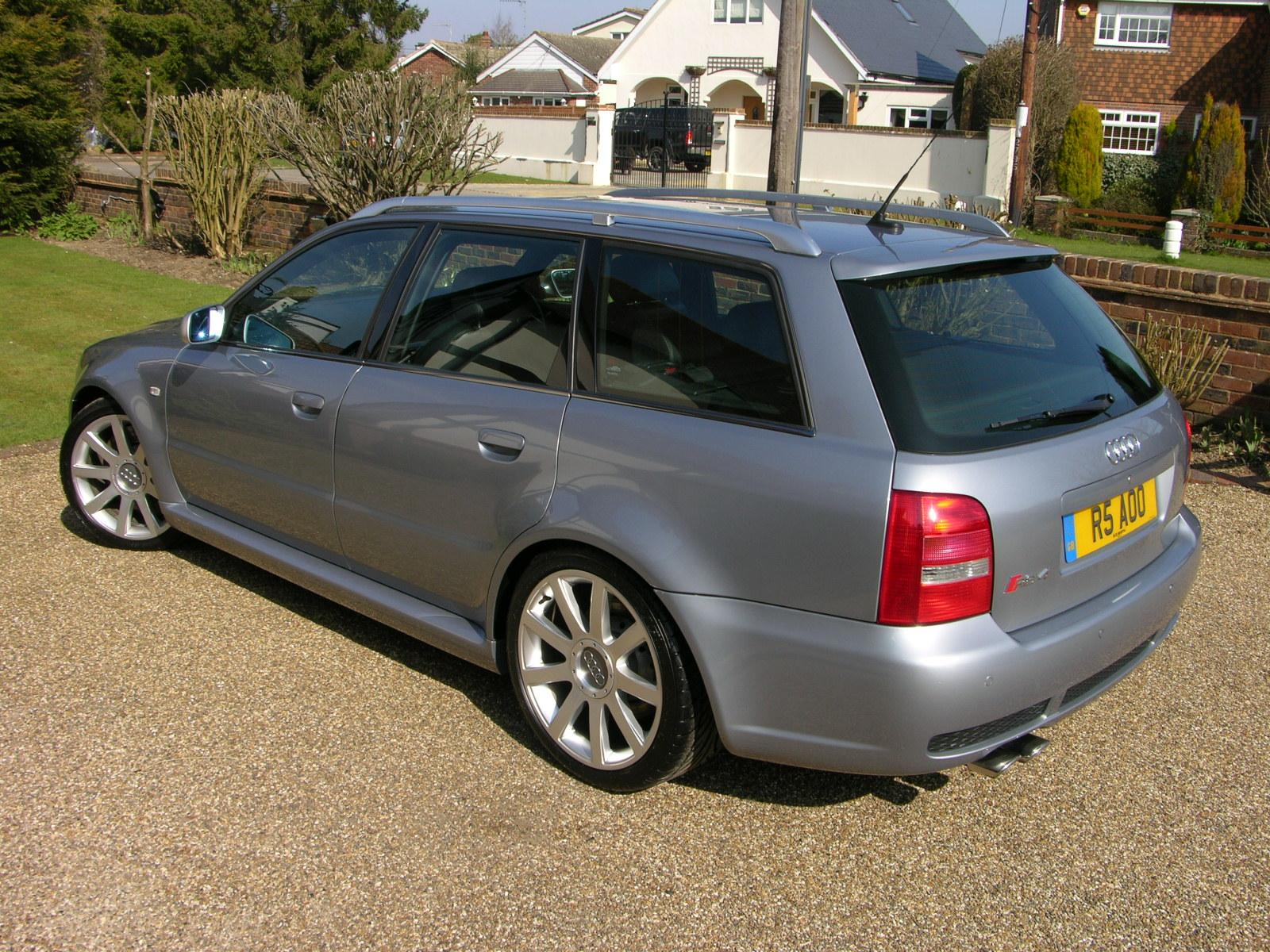
Heckansicht
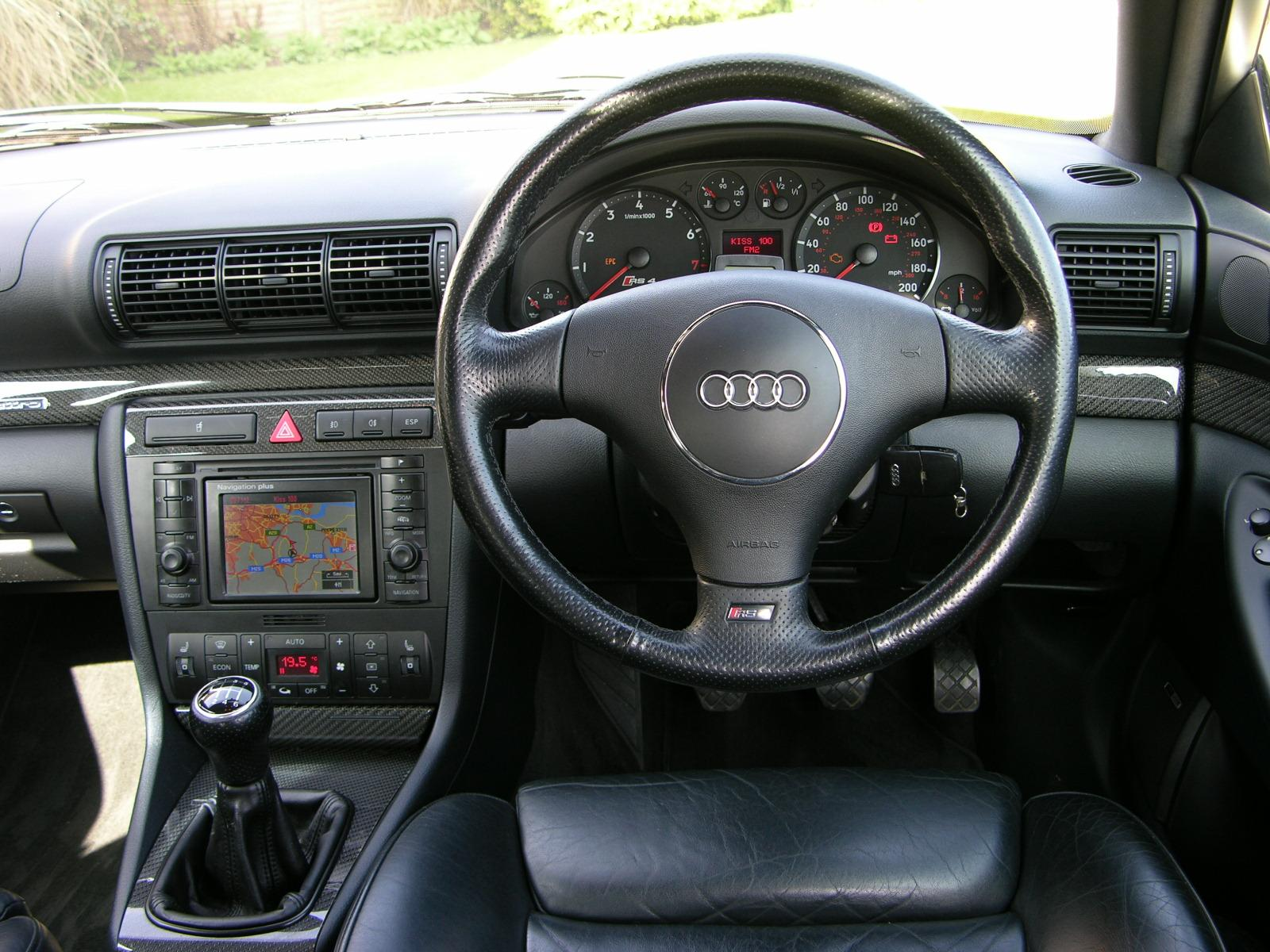
Innenraum

### Plug-in-Hybrid
Im Oktober 1997 erschien der Audi duo auf Basis des A4 Avant, der mit einem Hybridantrieb ausgerüstet war und das erste Serienfahrzeug eines deutschen Herstellers mit einem Hybridantrieb ist. Neben dem bekannten TDI-Motor mit 1,9 Liter Hubraum und 66 kW (90 PS) wird ein Elektromotor mit 21 kW (29 PS) eingesetzt. Die Kunden zeigten sich auch aufgrund des Preises von etwa 60.000 DM zurückhaltend. Nicht einmal 100 Fahrzeuge wurden abgesetzt. Im Juni 1998 wurde die Produktion des Fahrzeugs eingestellt.

### Produktionszeitraum und Stückzahlen
Die Produktion des Audi A4 B5 begann mit der Limousine im November 1994 und endete im Oktober 2000, während der Avant von Januar 1996 bis September 2001 gefertigt wurde. Insgesamt entstanden während der sechsjährigen Bauzeit 1.680.989 Fahrzeuge, davon etwa 510.720 Avant-Modelle – ein Anteil von 30,4 %.

### Produktion in China
In China produzierte FAW-Volkswagen den Audi A4 B5 von 1998 bis 2003 als Nachfolger des Audi 100 C3 speziell für den dortigen Markt.

## Modellpflege
Im Laufe der Bauzeit des Audi A4 B5 gab es mehrere technische und optische Überarbeitungen, die in verschiedenen Phasen eingeführt wurden.

### Änderungen bis 1997
Im August 1996 wurden erste Anpassungen vorgenommen: Die Rückleuchten der Limousine erhielten ein neues Design, die Schlüssel wechselten von Außen- zu Innenbahnprofiltechnik (erkennbar am senkrechten Schlitz des Schließzylinders), und an den Türen kamen Stoßleisten oberhalb der Schweller hinzu. Die Zentralverriegelung mit Fernbedienung nutzte nun Funk statt Infrarotlicht, erhielt einen serienmäßigen Schalter in der Fahrertür, und das manuelle Heizungs- und Belüftungssystem wurde um einen Umluftbetrieb erweitert.
Anfang 1997 wurde die Sicherheitsausstattung verbessert: Seitenairbags wurden serienmäßig (zuvor ab September 1996 optional), das Audi-Logo am unteren Kotflügel entfiel bei beiden Karosserievarianten, das Kombiinstrument bekam ein neues Design mit LED-Beleuchtung (nichtlineare Tacho-Skalierung), und ein überarbeitetes 4-Speichen-Lenkrad wurde eingeführt. Im Herbst 1997 debütierte der 2,5-Liter-V6-TDI-Motor aus dem Audi A6 C5 im A4.

### Große Produktaufwertung (1999)
Anfang 1999 erfolgte die umfassende Modellpflege, werksintern als „große Produktaufwertung“ (GPA) bezeichnet, wie im Volkswagen-Konzern üblich.

#### Technische Änderungen
- Einführung der Pumpe-Düse-Technik mit einem neuen 1,9-Liter-Vierzylinder-Diesel (85 kW/115 PS).
- Magnetschalter zum Öffnen des Kofferraumdeckels.
- Ab Juli 1999: CAN-Bus mit ESP als Standard in der Mittelklasse.
- Überarbeitetes Fahrwerk und verstärkte Karosserieversteifung.
- Optional: Kopfairbagsystem sideguard für vordere und hintere Sitze (serienmäßig bei S4 und RS4).

#### Änderungen Design
- Scheinwerfer in neuer Optik, optional mit Xenon-Abblendlicht.
- Nebelscheinwerfer in der Stoßstange integriert.
- Heckleuchten mit klaren weißen Rückfahrscheinwerfern.
- Neues Design von Mittelkonsole, Klimabedieneinheit, Türgriffen und seitlichen Blinkern im Kotflügel.
- Kofferraumdeckel (Limousine): Entfernte Sicke, tiefer gesetzter Modellschriftzug, geänderte Kennzeicheneinfassung; bei Limousine und Kombi neuer Griff mit Schloss.
- Stoßfänger mit leichter Sicke und neuem Lufteinlass, Kühlergrill mit weniger Lamellen und geänderter Einfassung.
- Wischwasser-Sprühdüsen von der Motorhaube entfernt.
- Weiße Tachobeleuchtung (ab Juli 1999) und neue Alufelgen-Designs.
- Die Karosserieänderungen waren so umfassend, dass jedes abnehmbare Teil überarbeitet wurde – trotz nahezu gleichem Gesamtbild sind Vor- und Nachfacelift-Teile nicht ohne sichtbare Unterschiede austauschbar.

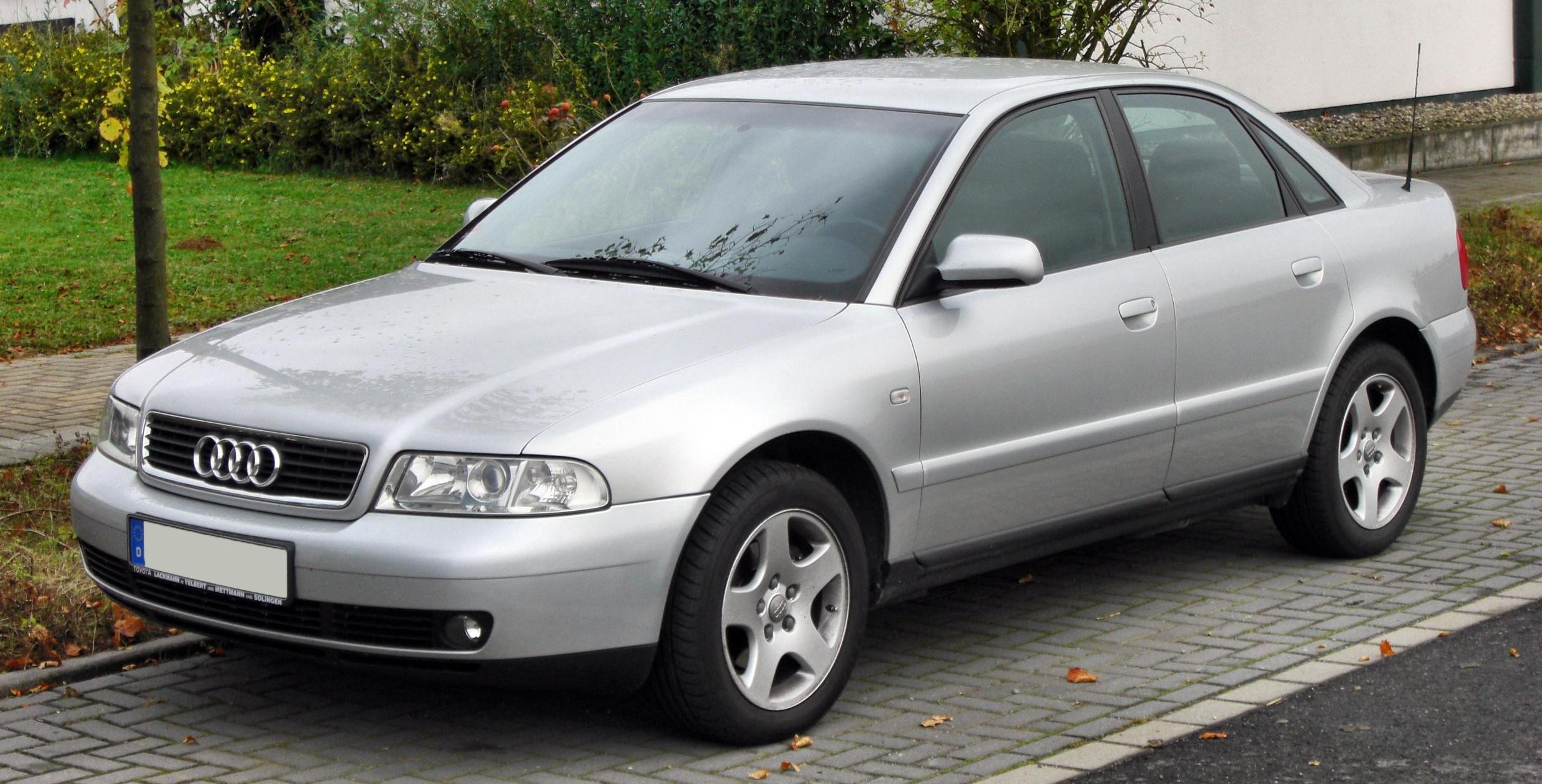
Audi A4 Limousine (1999–2000)
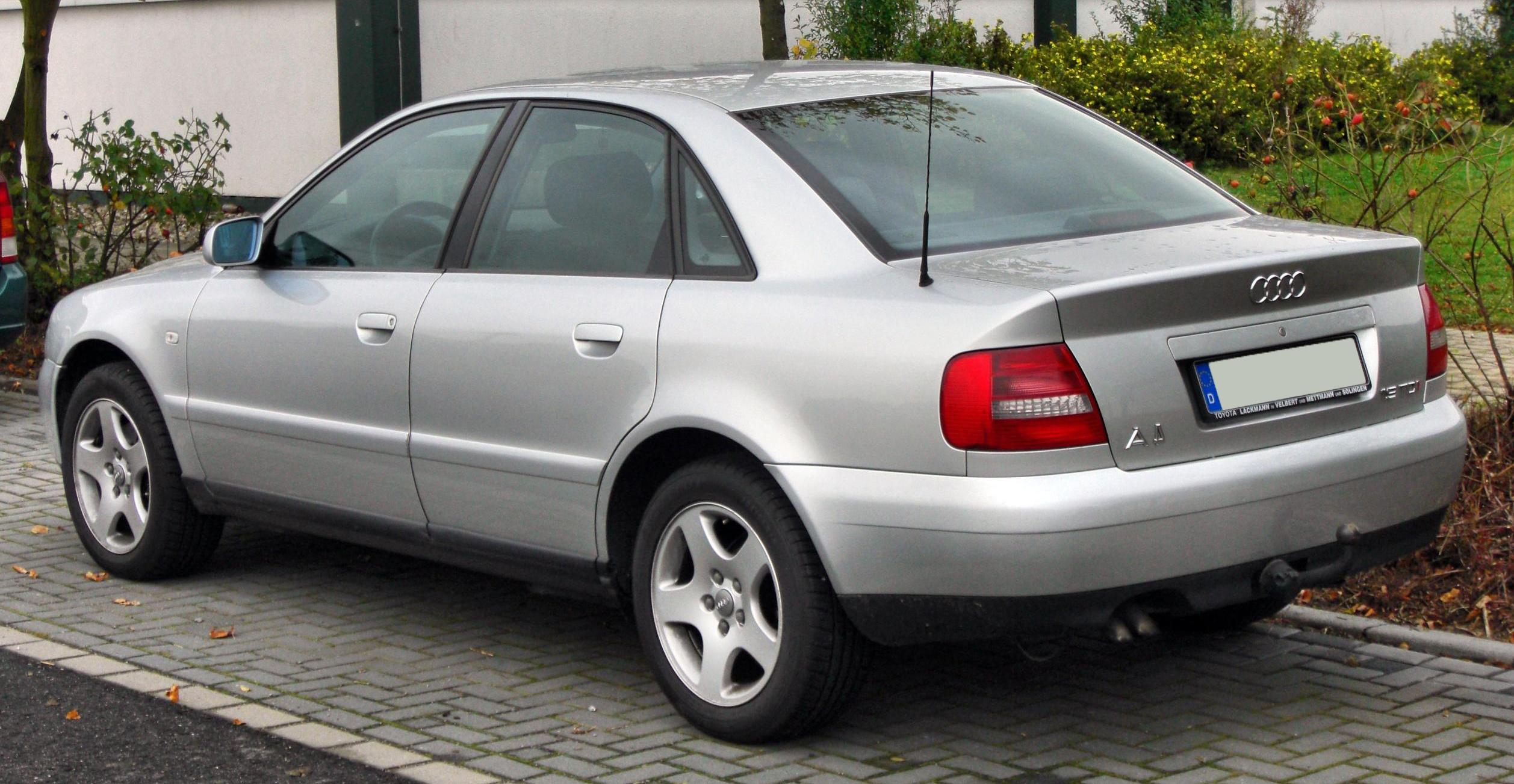
Heckansicht
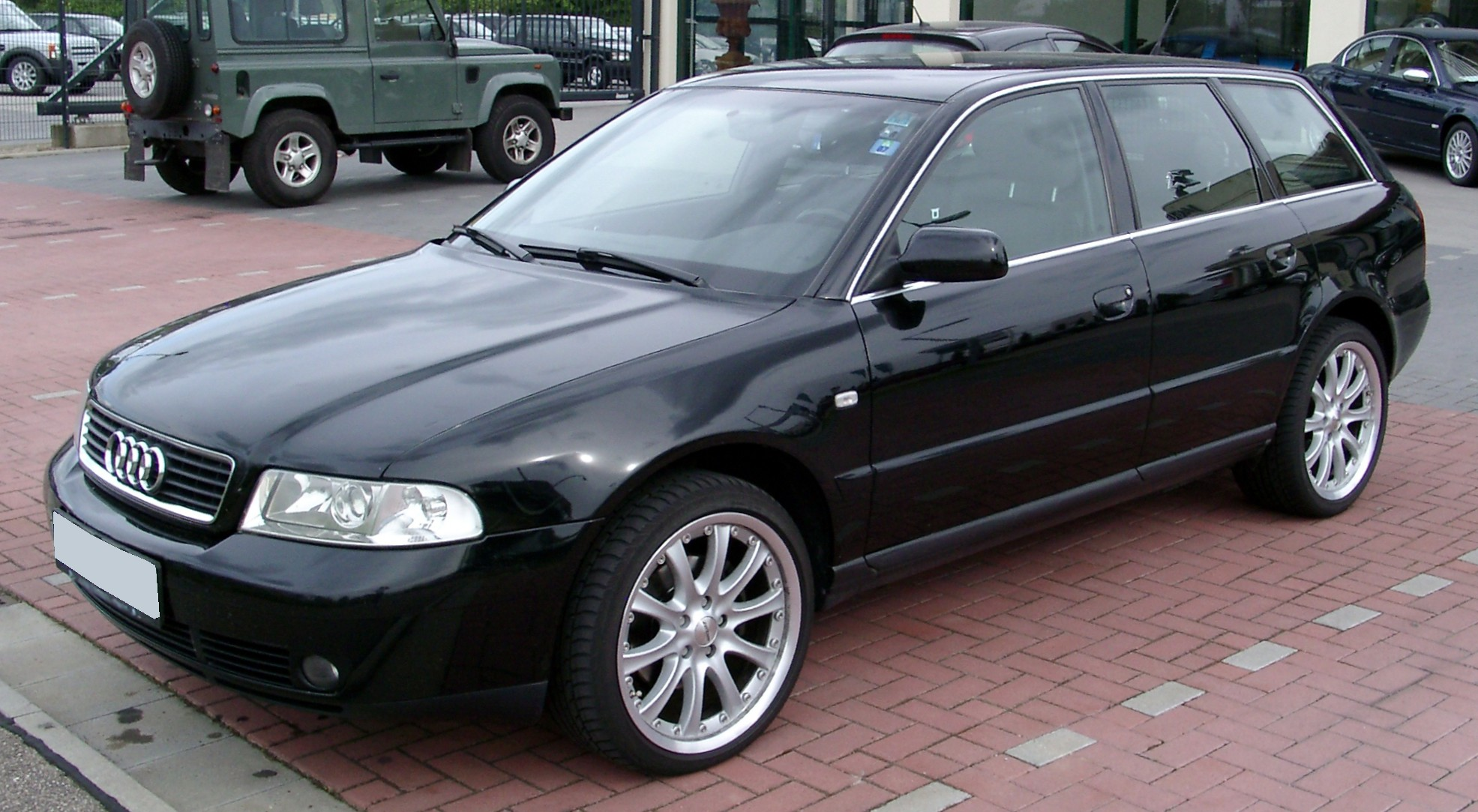
Audi A4 Avant (1999–2001)
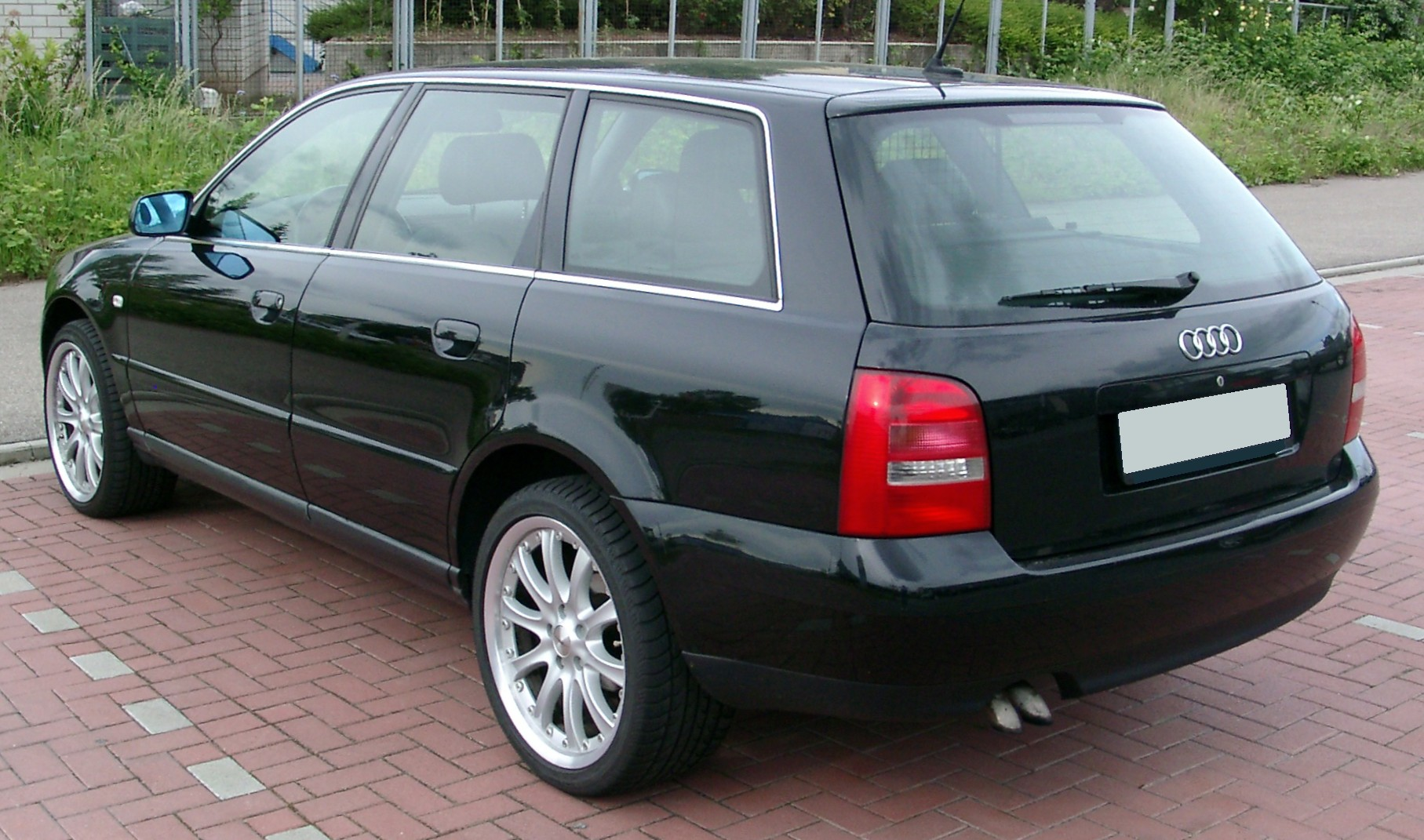
Heckansicht

## Technische Daten
Der Audi A4 ist serienmäßig mit Frontantrieb ausgestattet. Auf Wunsch ist in Verbindung mit verschiedenen Motoren auch das Allradsystem quattro erhältlich. Bei den S/RS-Varianten ist der Allradantrieb serienmäßig. Alle Motoren sind längs eingebaut. Als Differentialsperre dient bei allen B5-Modellen ein Torsen-Mittendifferential, welches als Zentraldifferential die Kraftverteilung zwischen der Vorder- und Hinterachse schlupfselektiv steuert. Tritt an einer Achse Schlupf auf – eine Drehzahldifferenz zwischen den Antriebsachsen – leitet das Differential ohne elektronischen Eingriff ein höheres Drehmoment an die Achse ohne/mit weniger Schlupf. Im Fahrbetrieb liegt die Kraftverteilung bei 50:50.

### Ottomotoren
|                             | 1.6                        | 1.6                        | 1.6                   | 1.8                            | 1.8 T                          | 1.8 T                      | 2.4                                         | 2.6                            | 2.8                                         | 2.8                                         | S4                        | RS4                       |
| --------------------------- | -------------------------- | -------------------------- | --------------------- | ------------------------------ | ------------------------------ | -------------------------- | ------------------------------------------- | ------------------------------ | ------------------------------------------- | ------------------------------------------- | ------------------------- | ------------------------- |
| Bauzeitraum                 | 11/1994–/1997              | 03/1997–06/2000            | 06/2000–09/2001       | 11/1994–09/2001                | 02/1995–09/2001                | 08/1997–09/2001            | 08/1997–09/2001                             | 11/1994–07/1997                | 11/1994–07/1997                             | 03/1996–09/2001                             | 10/1997–09/2001           | 06/2000–09/2001           |
| Motorkenndaten              |                            |                            |                       |                                |                                |                            |                                             |                                |                                             |                                             |                           |                           |
| Motorkennbuchstaben         | ADP                        | AHL, ARM, ANA              | ALZ                   | ADR, APT, ARG, AVV             | AEB, APU, ANB, AWT, ARK        | AJL                        | AGA, ALF, APS, ARJ, AML                     | ABC                            | AAH                                         | ACK, ALG, APR, AQD, AMX                     | AGB, AZB                  | ASJ, AZR                  |
| Motorart                    | Ottomotor                  | Ottomotor                  | Ottomotor             | Ottomotor                      | Ottomotor                      | Ottomotor                  | Ottomotor                                   | Ottomotor                      | Ottomotor                                   | Ottomotor                                   | Ottomotor                 | Ottomotor                 |
| Motorbauart                 | R4                         | R4                         | R4                    | R4                             | R4                             | R4                         | V6                                          | V6                             | V6                                          | V6                                          | V6                        | V6                        |
| Anzahl Ventile pro Zylinder | 2                          | 2                          | 2                     | 5                              | 5                              | 5                          | 5                                           | 2                              | 2                                           | 5                                           | 5                         | 5                         |
| Ventilsteuerung             | OHC                        | OHC                        | OHC                   | DOHC                           | DOHC                           | DOHC                       | 2 × DOHC                                    | 2 × OHC                        | 2 × OHC                                     | 2 × DOHC                                    | 2 × DOHC                  | 2 × DOHC                  |
| Nockenwellenantrieb         | Zahnriemen                 | Zahnriemen                 | Zahnriemen            | Zahnriemen und Steuerkette     | Zahnriemen und Steuerkette     | Zahnriemen und Steuerkette | Zahnriemen / Steuerkette                    | Zahnriemen                     | Zahnriemen                                  | Zahnriemen / Steuerkette                    | Zahnriemen / Steuerkette  | Zahnriemen / Steuerkette  |
| Gemischaufbereitung         | Saugrohreinspritzung       | Saugrohreinspritzung       | Saugrohreinspritzung  | Saugrohreinspritzung           | Saugrohreinspritzung           | Saugrohreinspritzung       | Saugrohreinspritzung                        | Saugrohreinspritzung           | Saugrohreinspritzung                        | Saugrohreinspritzung                        | Saugrohreinspritzung      | Saugrohreinspritzung      |
| Motoraufladung              | –                          | –                          | –                     | –                              | Turbolader, Ladeluftkühler     | Turbolader, Ladeluftkühler | –                                           | –                              | –                                           | –                                           | Biturbo, 2 Ladeluftkühler | Biturbo, 2 Ladeluftkühler |
| Kühlung                     | Wasserkühlung              | Wasserkühlung              | Wasserkühlung         | Wasserkühlung                  | Wasserkühlung                  | Wasserkühlung              | Wasserkühlung                               | Wasserkühlung                  | Wasserkühlung                               | Wasserkühlung                               | Wasserkühlung             | Wasserkühlung             |
| Bohrung × Hub               | 81,0 mm × 77,4 mm          | 81,0 mm × 77,4 mm          | 81,0 mm × 77,4 mm     | 81,0 mm × 86,4 mm              | 81,0 mm × 86,4 mm              | 81,0 mm × 86,4 mm          | 81,0 mm × 77,4 mm                           | 82,5 mm × 81,0 mm              | 82,5 mm × 86,4 mm                           | 82,5 mm × 86,4 mm                           | 81,0 mm × 86,4 mm         | 81,0 mm × 86,4 mm         |
| Hubraum                     | 1595 cm³                   | 1595 cm³                   | 1595 cm³              | 1781 cm³                       | 1781 cm³                       | 1781 cm³                   | 2393 cm³                                    | 2598 cm³                       | 2771 cm³                                    | 2771 cm³                                    | 2671 cm³                  | 2671 cm³                  |
| Verdichtungsverhältnis      | 10,3 : 1                   | 10,3 : 1                   | 10,3 : 1              | 10,3 : 1                       | 9,5 : 1                        | 9,5 : 1                    | 10,5 : 1                                    | 10,0 : 1                       | 10,3 : 1                                    | 10,6 : 1                                    | 9,3 : 1                   | 9,0 : 1                   |
| max. Leistung bei min−1     | 74 kW (101 PS)/ 5300       | 74 kW (101 PS)/ 5600       | 75 kW (102 PS)/ 5600  | 92 kW (125 PS)/ (1) 5800       | 110 kW (150 PS)/ 5700          | 132 kW (180 PS)/ 6200      | 121 kW (165 PS)/ (2) 6000                   | 110 kW (150 PS)/ (3) 5750      | 128 kW (174 PS)/ (4) 5500                   | 142 kW (193 PS)/ (5) 6000                   | 195 kW (265 PS)/ 5800     | 280 kW (381 PS)/ 6500     |
| max. Drehmoment bei min−1   | 140 Nm/ 3800               | 140 Nm/ 3800               | 148 Nm/ 3800          | 168 Nm/ 3500                   | 210 Nm/ 1750–4600              | 235 Nm/ 2000–4600          | 230 Nm/ 3200                                | 225 Nm/ 3500                   | 245 Nm/ (6) 3000                            | 280 Nm/ 3200                                | 400 Nm/ 1850–3600         | 440 Nm/ 2500–6000         |
| Kraftübertragung            |                            |                            |                       |                                |                                |                            |                                             |                                |                                             |                                             |                           |                           |
| Antrieb, serienmäßig        | Vorderradantrieb           | Vorderradantrieb           | Vorderradantrieb      | Vorderradantrieb               | Vorderradantrieb               | Vorderradantrieb           | Vorderradantrieb                            | Vorderradantrieb               | Vorderradantrieb                            | Vorderradantrieb                            | Quattro-Antrieb           | Quattro-Antrieb           |
| Antrieb, optional           | –                          | –                          | –                     | Quattro-Antrieb                | Quattro-Antrieb                | Quattro-Antrieb            | Quattro-Antrieb                             | Quattro-Antrieb                | Quattro-Antrieb                             | Quattro-Antrieb                             | –                         | –                         |
| Getriebe, serienmäßig       | 5-Gang-Schaltgetriebe      | 5-Gang-Schaltgetriebe      | 5-Gang-Schaltgetriebe | 5-Gang-Schaltgetriebe          | 5-Gang-Schaltgetriebe          | 5-Gang-Schaltgetriebe      | 5-Gang-Schaltgetriebe                       | 5-Gang-Schaltgetriebe          | 5-Gang-Schaltgetriebe                       | 5-Gang-Schaltgetriebe                       | 6-Gang-Schaltgetriebe     | 6-Gang-Schaltgetriebe     |
| Getriebe, optional          | 4-Stufen-Automatikgetriebe | 4-Stufen-Automatikgetriebe | –                     | 4-Stufen-Automatikgetriebe     | 5-Stufen-Tiptronic             | –                          | 5-Stufen-Tiptronic                          | 5-Stufen-Tiptronic             | 5-Stufen-Tiptronic                          | 5-Stufen-Tiptronic                          | –                         | –                         |
| Messwerte (Limousine) (7)   |                            |                            |                       |                                |                                |                            |                                             |                                |                                             |                                             |                           |                           |
| Höchstgeschwindigkeit       | 191 km/h (185 km/h)        | 190 km/h (184 km/h)        | 191 km/h              | 205 km/h (198 km/h) [201 km/h] | 221 km/h (214 km/h) [219 km/h] | 231 km/h [230 km/h]        | 226 km/h (220 km/h) [224 km/h] [(218 km/h)] | 220 km/h (214 km/h) [218 km/h] | 230 km/h [229 km/h]                         | 240 km/h (235 km/h) [238 km/h] [(233 km/h)] | [250 km/h] (8)            | –                         |
| Beschleunigung, 0–100 km/h  | 11,9 s (14,6 s)            | 12,4 s (14,9 s)            | 11,9 s                | 10,6 s (12,3 s) [11,0 s]       | 8,4 s (9,6 s) [8,6 s]          | 7,9 s                      | 8,4 s (9,8 s) [8,4 s] [(10,4 s)]            | 8,7 s (9,8 s) [8,8 s]          | 8,2 s                                       | 7,4 s (8,8 s) [7,3 s] [(9,3 s)]             | [5,6 s]                   | –                         |
| Verbrauch laut Hersteller   | 7,9 Liter                  | 7,9 Liter                  | 7,9 Liter             | 8,4 Liter                      | 8,2 Liter                      | 8,0 Liter                  | 9,4 Liter                                   | 9,9 Liter                      | 10,3 Liter                                  | 10,4 Liter                                  | -                         | -                         |
| Messwerte (Avant) (7)       |                            |                            |                       |                                |                                |                            |                                             |                                |                                             |                                             |                           |                           |
| Höchstgeschwindigkeit       | 187 km/h (181 km/h)        | 186 km/h (180 km/h)        | 186 km/h              | 201 km/h (194 km/h) [197 km/h] | 217 km/h (210 km/h) [215 km/h] | 231 km/h [227 km/h]        | 222 km/h (216 km/h) [224 km/h] [(214 km/h)] | 216 km/h (210 km/h) [214 km/h] | 226 km/h (219 km/h) [225 km/h] [(216 km/h)] | 236 km/h (231 km/h) [234 km/h] [(229 km/h)] | [250 km/h] (8)            | [250 km/h] (8)            |
| Beschleunigung, 0–100 km/h  | 12,5 s (15,3 s)            | 12,1 s (15,0 s)            | 12,1 s                | 11,0 s (12,6 s) [11,3 s]       | 8,6 s (9,8 s) [8,7 s]          | 7,9 s [8,0 s]              | 8,6 s (10,1 s) [8,4 s] [(10,7 s)]           | 8,9 s (10,0 s) [8,9 s]         | 8,3 s (9,7 s) [8,2 s] [(10,4 s)]            | 7,6 s (8,8 s) [7,5 s] [(9,5 s)]             | [5,7 s]                   | [4,9 s]                   |
| Verbrauch laut Hersteller   | 8,0 Liter                  | 8,0 Liter                  | 8,0 Liter             | 8,4 Liter                      | 8,2 Liter                      | 7,8 Liter                  | 9,4 Liter                                   | 10,0 Liter                     | 10,3 Liter                                  | 10,4 Liter                                  | -                         | -                         |

Anm. Die Verfügbarkeit der Motoren war von Modell, Ausstattung und Markt abhängig.

### Dieselmotoren
|                             | 1.9 DI                | 1.9 TDI                    | 1.9 TDI                    | 1.9 TDI (1)                    | 1.9 TDI (1)                    | 1.9 TDI (1)                | 1.9 TDI (1)                | 2.5 TDI                                     |
| --------------------------- | --------------------- | -------------------------- | -------------------------- | ------------------------------ | ------------------------------ | -------------------------- | -------------------------- | ------------------------------------------- |
| Bauzeitraum                 | 03/1996–11/1998       | 01/1995–09/2001            | 04/1997–09/2001            | 02/1996–10/2000                | 08/1999–06/2000                | 12/1999–09/2001            | 12/1999–09/2001            | 11/1997–09/2001                             |
| Motorkenndaten              |                       |                            |                            |                                |                                |                            |                            |                                             |
| Motorkennbuchstaben         | AFF                   | 1Z, AHU                    | AHH                        | AFN                            | AVG                            | AJM                        | ATJ                        | AFB, AKN                                    |
| Motorart                    | Dieselmotor           | Dieselmotor                | Dieselmotor                | Dieselmotor                    | Dieselmotor                    | Dieselmotor                | Dieselmotor                | Dieselmotor                                 |
| Motorbauart                 | R4                    | R4                         | R4                         | R4                             | R4                             | R4                         | R4                         | V6                                          |
| Anzahl Ventile pro Zylinder | 2                     | 2                          | 2                          | 2                              | 2                              | 2                          | 2                          | 4                                           |
| Ventilsteuerung             | OHC                   | OHC                        | OHC                        | OHC                            | OHC                            | OHC                        | OHC                        | 2 × DOHC                                    |
| Nockenwellenantrieb         | Zahnriemen            | Zahnriemen                 | Zahnriemen                 | Zahnriemen                     | Zahnriemen                     | Zahnriemen                 | Zahnriemen                 | Zahnräder / Zahnriemen                      |
| Gemischaufbereitung         | Direkteinspritzung    | Direkteinspritzung         | Direkteinspritzung         | Direkteinspritzung             | Direkteinspritzung             | Pumpe-Düse-System          | Pumpe-Düse-System          | Direkteinspritzung                          |
| Motoraufladung              | Turbolader            | Turbolader, Ladeluftkühler | Turbolader, Ladeluftkühler | Turbolader, Ladeluftkühler     | Turbolader, Ladeluftkühler     | Turbolader, Ladeluftkühler | Turbolader, Ladeluftkühler | Turbolader, Ladeluftkühler                  |
| Kühlung                     | Wasserkühlung         | Wasserkühlung              | Wasserkühlung              | Wasserkühlung                  | Wasserkühlung                  | Wasserkühlung              | Wasserkühlung              | Wasserkühlung                               |
| Bohrung × Hub               | 79,5 mm × 95,5 mm     | 79,5 mm × 95,5 mm          | 79,5 mm × 95,5 mm          | 79,5 mm × 95,5 mm              | 79,5 mm × 95,5 mm              | 79,5 mm × 95,5 mm          | 79,5 mm × 95,5 mm          | 78,3 mm × 86,4 mm                           |
| Hubraum                     | 1896 cm³              | 1896 cm³                   | 1896 cm³                   | 1896 cm³                       | 1896 cm³                       | 1896 cm³                   | 1896 cm³                   | 2496 cm³                                    |
| Verdichtungsverhältnis      | 19,5 : 1              | 19,5 : 1                   | 19,5 : 1                   | 19,5 : 1                       | 19,5 : 1                       | 18,0 : 1                   | 18,0 : 1                   | 19,5 : 1                                    |
| max. Leistung bei min−1     | 55 kW (75 PS)/ 4000   | 66 kW (90 PS)/ 4000        | 66 kW (90 PS)/ 4000        | 81 kW (110 PS)/ 4150           | 81 kW (110 PS)/ 4150           | 85 kW (115 PS)/ 4000       | 85 kW (115 PS)/ 4000       | 110 kW (150 PS)/ 4000                       |
| max. Drehmoment bei min−1   | 150 Nm/ 1500–3200     | 202 Nm/ 1900               | 210 Nm/ 1900               | 225 Nm/ 1700–3000              | 235 Nm/ 1900                   | 285 Nm/ 1900               | 310 Nm/ 1900               | 310 Nm/ 1500–3200                           |
| Kraftübertragung            |                       |                            |                            |                                |                                |                            |                            |                                             |
| Antrieb, serienmäßig        | Vorderradantrieb      | Vorderradantrieb           | Vorderradantrieb           | Vorderradantrieb               | Vorderradantrieb               | Vorderradantrieb           | Quattro-Antrieb            | Vorderradantrieb                            |
| Antrieb, optional           | –                     | –                          | –                          | Quattro-Antrieb                | Quattro-Antrieb                | –                          | –                          | Quattro-Antrieb                             |
| Getriebe, serienmäßig       | 5-Gang-Schaltgetriebe | 5-Gang-Schaltgetriebe      | 5-Gang-Schaltgetriebe      | 5-Gang-Schaltgetriebe          | 5-Gang-Schaltgetriebe          | 5-Gang-Schaltgetriebe      | 6-Gang-Schaltgetriebe      | 6-Gang-Schaltgetriebe                       |
| Getriebe, optional          | –                     | 4-Stufen-Automatikgetriebe | 4-Stufen-Automatikgetriebe | 4-Stufen-Automatikgetriebe     | 4-Stufen-Automatikgetriebe     | 5-Stufen-Tiptronic         | –                          | 5-Stufen-Tiptronic                          |
| Messwerte (Limousine) (2)   |                       |                            |                            |                                |                                |                            |                            |                                             |
| Höchstgeschwindigkeit       | 170 km/h              | 182 km/h (175 km/h)        | 184 km/h (177 km/h)        | 195 km/h (192 km/h) [192 km/h] | 196 km/h (194 km/h) [194 km/h] | 200 km/h (196 km/h)        | [196 km/h]                 | 220 km/h (214 km/h) [216 km/h] [(212 km/h)] |
| Beschleunigung, 0–100 km/h  | 16,1 s                | 13,5 s (14,6 s)            | 13,3 s (14,6 s)            | 11,3 s (12,8 s) [12,0 s]       | 11,3 s (12,5 s) [11,7 s]       | 10,5 s (11,9 s)            | [10,9 s]                   | 9,0 s (9,8 s) [9,4 s] [(10,4 s)]            |
| Verbrauch laut Hersteller   | 5,1 Liter Diesel      | 5,3 Liter Diesel           | 5,3 Liter Diesel           | 5,3 Liter Diesel               | 5,3 Liter Diesel               | 5,3 Liter Diesel           | 5,3 Liter Diesel           | 6,8 Liter Diesel                            |
| Messwerte (Avant) (2)       |                       |                            |                            |                                |                                |                            |                            |                                             |
| Höchstgeschwindigkeit       | 166 km/h              | 178 km/h (171 km/h)        | 180 km/h (173 km/h)        | 191 km/h (188 km/h) [188 km/h] | 192 km/h (190 km/h) [190 km/h] | 196 km/h (192 km/h)        | [192 km/h]                 | 216 km/h (210 km/h) [212 km/h] [(208 km/h)] |
| Beschleunigung, 0–100 km/h  | 16,5 s                | 13,8 s (15,1 s)            | 13,6 s (15,0 s)            | 11,7 s (13,0 s) [12,2 s]       | 11,5 s (12,8 s) [11,9 s]       | 10,7 s (12,2 s)            | [11,1 s]                   | 9,2 s (10,0 s) [9,6 s] [(10,6 s)]           |
| Verbrauch laut Hersteller   | 5,2 Liter Diesel      | 5,3 Liter Diesel           | 5,3 Liter Diesel           | 5,3 Liter Diesel               | 5,3 Liter Diesel               | 5,3 Liter Diesel           | 5,3 Liter Diesel           | 6,8 Liter Diesel                            |

Anm. Die Verfügbarkeit der Motoren war von Modell, Ausstattung und Markt abhängig.